# حلمي الزواتي
حلمي محمد أحمد الزَواتي (1953) قانوني وفقيه وأكاديمي وشاعر فلسطيني. ولد في نابلس ونشأ بها. حصل على دبلوم اللغة الإنكليزية 1972، والإجازة في الحقوق 1978، ودبلوم القانون العام 1985، وماجستير الشريعة الإسلامية 1987، والدكتوراه في الاقتصاد السياسي 1993. عمل أستاذًا في قسم الإنسانيات في جامعة بيشوبس في كندا ويقيم في مدينة مونتريال/ كندا. له دواوين شعرية عديدة، ومؤلفات.

## سيرته
ولد حلمي محمد أحمد الزواتي في مدينة نابلس عام 1953 ونشأ بها. حصل على دبلوم عام في اللغة الإنجليزية 1974، وليسانس الحقوق 1978، ودبلوم القانون العام 1985، وماجستير في الآداب 1987، وماجستير في الاقتصاد 1989، ودكتوراه في الاقتصاد السياسي 1993، وماجستير القانون المقارن 1998، ودكتوراه القانون الدولي المقارن 2004. 

يعمل أستاذاً للقانونِ الدّولي المقارن ورئيسا للجنة الدولية للدفاع عن ضحايا العنف الجنسي في مونتريال بكندا، ورئيسا للمركز الدولي للمساءلة القانونية والعدالة، وهو أيضا عضو في عدد من الجمعيات القانونية الأمريكية والكندية ويعمل مُحامٍ دولي لحقوقِ الإنسان.

## مؤلفاته
من دواوينه الشعرية:
- أناشيد الجراح، 1970
- عبير الدماء، 1973
- بالحراب على وجه الضياع، 1976
- فاتحة الموت والغضب، 1978
- قصائد ممنوعة التجوال، 1982
- ترفض السرج الجياد، 1982
- آتون من مدن الرماد، 1983
- قلبي على وطني، 1985
- الأعمال الشعرية، ج 1 1986

من مسرحياته الشعرية:
- لهب الجراح، 1972
- الرقص على حدّ السكين، 1976
- عناق الموت، 1977

من كتبه:
- الإبحار في ذاكرة الوطن، رواية، 1982
- في ربوع الشمس: الفنّ والطفولة والاحتلال، 1979
- الوجه النضالي للأغنية الشعبية الفلسطينية في الكويت، 1982
- حقوق الفلسطينيين بين الواقع النظري والتطبيق العملي في الأرض المحتلة، 1979
- الحكم الذاتي والدولة الفلسطينية المنتظرة، 1981
- القانون الدولي والمستوطنات اليهودية في الأرض العربية المحتلة، 1986